# Guadalhorce
Der Río Guadalhorce ist ein ca. 166 km langer Küstenfluss in der südspanischen Provinz Málaga. Er ist der längste und –  gemeinsam mit dem Río Guadiaro – wasserreichste Fluss der Provinz.

## Etymologie/Namensdiskussion
Als gesichert kann gelten, dass der Name Guadalhorce von arabisch وَادِي الخُرْس, DMG wādī ʾl-ḫurs ‚Fluss der Schweigenden/Stummen‘ herrührt. In dieser Form ist der Name bereits beim granadinischen Hofdichter Ibn Zamrak überliefert. Zur Diskussion steht, was mit dem ḫurs خُرْس gemeint ist, ob sich der Name z. B. auf den ruhigen Verlauf seiner Gewässer bezieht, oder, wie nach Diego de Guadix († 1615) Covarrubias († 1611) vorschlug, der río de la Guarda ("Fluss der Wache"). Letzteres würde sich aber auf arabisch حارس, DMG ḥāris ‚Wächter‘ beziehen und hat nichts mit ḫurs zu tun.

## Verlauf
Der Río Guadalhorce entspringt am Gebirgspass Puerto de los Alazores in der Sierra de Alhama an der Grenze zur Provinz Granada; er entwässert die Senke von Antequera und mündet westlich von Málaga ins Mittelmeer. In seinem Verlauf formt er die ca. 7 km lange Schlucht Desfiladero de los Gaitanes, einen Naturpark, der die Hoya de Málaga („Pfanne von Málaga“) von der Senke von Antequera trennt. Der letzte Abschnitt seines Laufs ist das Tal und gleichnamige Comarca des Valle de Guadalhorce. Die Mündung des Guadalhorce wurde in zwei Armen angelegt und dient als Rückzugsgebiet für Zugvögel und dem Schutz vor Überflutungen.

## Stauseen

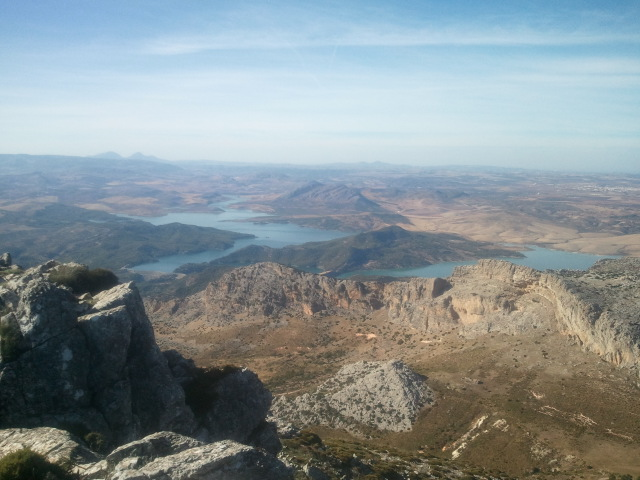
Blick von der Humaspitze auf den Stausee El Chorro

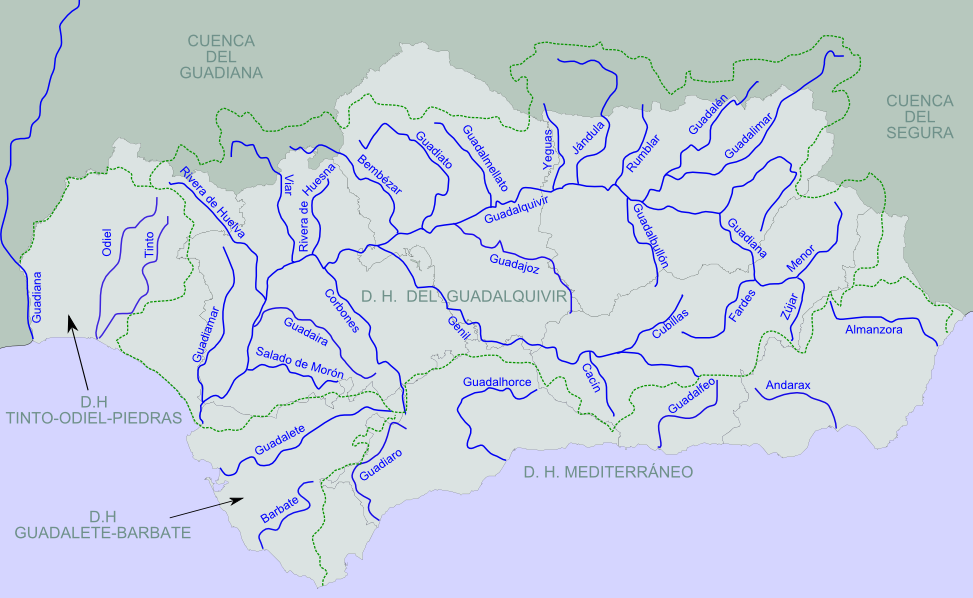
Flüsse in Andalusien

Über die Stauseen Gobantes, Paredones, Gaitanejo und El Chorro trägt er zur Wasser- und Energieversorgung Málagas bei. Ein weiteres Kraftwerk soll an seiner Mündung gebaut werden. Nahe der Mündung befindet sich auch die Wasserreinigungsanlage der Stadt Málaga.

## Hauptzuflüsse
- Río Grande
- Río Turón
- Río Guadalteba
- Río Campanillas

## Geschichte
Im August des Jahres 1326 fand zwischen den von Juan Manuel geführten Truppen Ferdinands III. von Kastilien und des Nasridenreichs am Oberlauf des Flusses die für die christliche Seite siegreiche Schlacht am Guadalhorce statt; der genaue Ort ist unbekannt.